# فهرست کشورها بر اساس کل دارایی

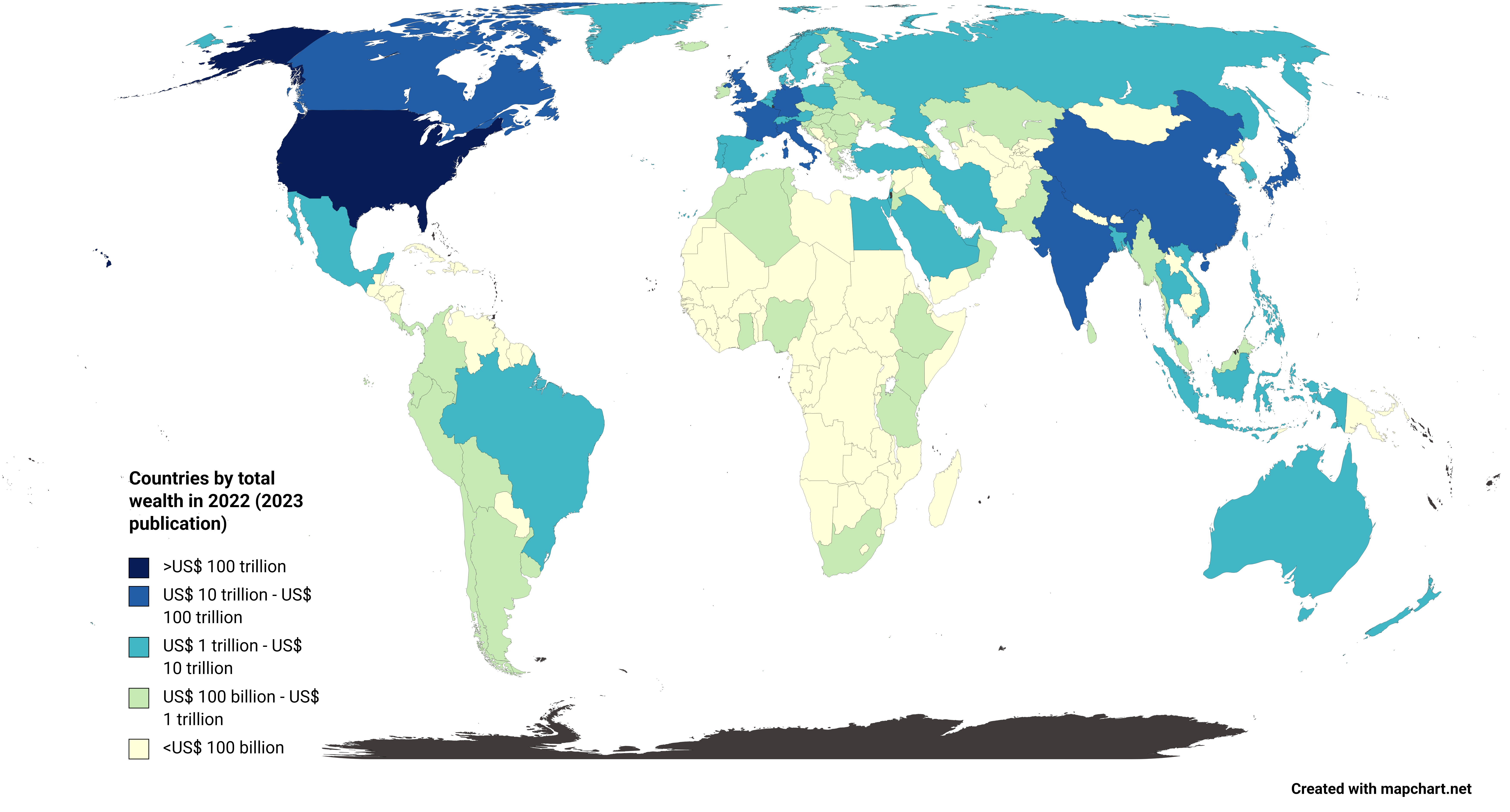
کشورها براساس کل ثروت (میلیارد دلار) ، کردیت سوئیس ۲۰۱۸

ثروت خالص ملی، (انگلیسی: List of countries by total wealth) همچنین به عنوان دارایی خالص ملی شناخته شده‌است، کل مبلغ ارزش دارایی‌های یک کشور منها شده‌ی بدهی‌های آن است. این به کل ثروت خالص که توسط شهروندان یک ملت در یک زمان معین در اختیار دارد، اشاره دارد. این رقم نشان دهنده شاخصی از توانایی کشور در تعهد بدهی و متحمل شدن مصارف است و نه تنها از قیمت‌های املاک و مستغلات، قیمت بازار سهام، نرخ ارز، بدهی‌ها و ریسک در یک کشور، بلکه منابع انسانی، منابع طبیعی و سرمایه و پیشرفت‌های تکنولوژیکی، که ممکن است دارایی‌های جدید را ایجاد کند نیز تعیین می‌شود. مهمترین جزء در میان کشورهای پیشرفته بیشتر به عنوان ثروت خالص یا ارزش خالص گزارش شده و نشان دهنده سرمایه‌گذاری زیربنایی است. ثروت ملی می‌تواند نوسان یابد، همان‌طور که در داده‌های ایالات متحده پس از بحران مالی سال ۲۰۰۸ و بهبود اقتصادی بعدی نشان داده شده‌است. در طول دوره‌هایی که بازارهای سهام با رشد شدیدی مواجه شدند، ثروت ملی و سرانه کشورهایی که مردم بیشتر در معرض آن قرار دارند، مانند ایالات متحده و انگلستان، افزایش می‌یابد. از سوی دیگر، هنگامی که بازارهای سهام در معرض افسردگی قرار دارند، ثروت نسبی کشورهایی که مردم در املاک و مستغلات یا اوراق قرضه مانند فرانسه و ایتالیا سرمایه‌گذاری می‌کنند، به جای آن افزایش می‌یابند.

## فهرست کشورها بر اساس کل ثروت
| رتبه | کشور/منطقه جغرافیایی  | دارایی کل در میلیارد دلار |
| ---- | --------------------- | ------------------------- |
| —    | جهان                  | ۴۶۳،۵۶۷                   |
| ۱    | ایالات متحده آمریکا   | ۱۴۵،۷۹۳                   |
| ۲    | چین                   | ۸۵،۱۰۷                    |
| ۳    | ژاپن                  | ۲۵،۶۹۲                    |
| ۴    | آلمان                 | ۲۱،۷۴۹                    |
| ۵    | بریتانیا              | ۱۶،۲۶۱                    |
| ۶    | فرانسه                | ۱۶،۱۵۹                    |
| ۷    | هند                   | ۱۴،۲۲۵                    |
| ۸    | کانادا                | ۱۲،۳۶۲                    |
| ۹    | ایتالیا               | ۱۱،۵۱۲                    |
| ۱۰   | استرالیا              | ۱۰،۶۴۹                    |
| ۱۱   | کره جنوبی             | ۱۰،۱۴۹                    |
| ۱۲   | اسپانیا               | ۸،۴۳۱                     |
| ۱۳   | تایوان                | ۵،۸۷۸                     |
| ۱۴   | هلند                  | ۵،۴۲۲                     |
| ۱۵   | سوئیس                 | ۴،۸۷۸                     |
| ۱۶   | مکزیک                 | ۴،۱۶۷                     |
| ۱۷   | روسیه                 | ۳،۷۸۹                     |
| ۱۸   | عربستان سعودی         | ۳،۴۹۲                     |
| ۱۹   | بلژیک                 | ۳،۴۴۰                     |
| ۲۰   | اندونزی               | ۳،۴۰۵                     |
| ۲۱   | برزیل                 | ۳،۳۲۷                     |
| ۲۲   | سوئد                  | ۲،۹۹۰                     |
| ۲۳   | ایران                 | ۲٫۱۹۲                     |
| ۲۴   | هنگ کنگ               | ۲،۰۷۳                     |
| ۲۵   | دانمارک               | ۱،۹۳۵                     |
| ۲۶   | اتریش                 | ۱،۸۲۵                     |
| ۲۷   | سنگاپور               | ۱،۷۶۶                     |
| ۲۸   | نیوزیلند              | ۱،۷۱۶                     |
| ۲۹   | اسرائیل               | ۱،۵۶۴                     |
| ۳۰   | لهستان                | ۱،۵۲۵                     |
| ۳۱   | نروژ                  | ۱،۴۱۳                     |
| ۳۲   | مصر                   | ۱،۴۰۵                     |
| ۳۳   | تایلند                | ۱،۳۴۱                     |
| ۳۴   | پرتغال                | ۱،۲۸۷                     |
| ۳۵   | ترکیه                 | ۱،۱۴۲                     |
| ۳۶   | بنگلادش               | ۱،۰۲۲                     |
| ۳۷   | امارات متحده عربی     | ۹۹۴                       |
| ۳۸   | فیلیپین               | ۹۹۲                       |
| ۳۹   | ویتنام                | ۹۸۵                       |
| ۴۰   | آفریقای جنوبی         | ۹۳۸                       |
| ۴۱   | جمهوری ایرلند         | ۹۲۰                       |
| ۴۲   | یونان                 | ۹۱۴                       |
| ۴۳   | فنلاند                | ۸۱۷                       |
| ۴۴   | پاکستان               | ۷۹۰                       |
| ۴۵   | شیلی                  | ۷۸۵                       |
| ۴۶   | نیجریه                | ۷۵۲                       |
| ۴۷   | جمهوری چک             | ۷۰۱                       |
| ۴۸   | اوکراین               | ۶۷۹                       |
| ۴۹   | رومانی                | ۶۴۰                       |
| ۵۰   | کلمبیا                | ۶۱۶                       |
| ۵۱   | مالزی                 | ۶۱۵                       |
| ۵۲   | مجارستان              | ۵۴۷                       |
| ۵۳   | کویت                  | ۵۴۵                       |
| ۵۴   | ونزوئلا               | ۵۳۱                       |
| ۵۵   | قزاقستان              | ۵۲۳                       |
| ۵۶   | پرو                   | ۴۷۷                       |
| ۵۷   | قطر                   | ۴۴۵                       |
| ۵۸   | سری‌لانکا              | ۴۰۱                       |
| ۵۹   | مراکش                 | ۳۷۴                       |
| ۶۰   | عراق                  | ۳۷۱                       |
| ۶۱   | کنیا                  | ۳۶۹                       |
| ۶۲   | لبنان                 | ۳۴۵                       |
| ۶۳   | لوکزامبورگ            | ۳۳۲                       |
| ۶۴   | آرژانتین              | ۳۲۶                       |
| ۶۵   | الجزایر               | ۲۸۴                       |
| ۶۶   | اسلواکی               | ۲۷۶                       |
| ۶۷   | میانمار               | ۲۸۵                       |
| ۶۸   | بلغارستان             | ۲۴۱                       |
| ۶۹   | اکوادور               | ۲۳۸                       |
| ۷۰   | کرواسی                | ۲۲۴                       |
| ۷۱   | اتیوپی                | ۲۰۲                       |
| ۷۲   | بلاروس                | ۱۹۳                       |
| ۷۳   | اردن                  | ۱۸۴                       |
| ۷۴   | اسلوونی               | ۱۷۹                       |
| ۷۵   | صربستان               | ۱۷۹                       |
| ۷۶   | تونس                  | ۱۷۴                       |
| ۷۷   | کاستاریکا             | ۱۷۱                       |
| ۷۸   | السالوادور            | ۱۶۴                       |
| ۷۹   | عمان                  | ۱۵۶                       |
| ۸۰   | اروگوئه               | ۱۴۷                       |
| ۸۱   | پاناما                | ۱۴۵                       |
| ۸۲   | لیتوانی               | ۱۳۶                       |
| ۸۳   | بحرین                 | ۱۳۲                       |
| ۸۴   | غنا                   | ۱۳۰                       |
| ۸۵   | لتونی                 | ۱۲۷                       |
| ۸۶   | یمن                   | ۱۲۳                       |
| ۸۷   | تانزانیا              | ۱۲۲                       |
| ۸۸   | ایسلند                | ۱۱۸                       |
| ۸۹   | جمهوری آذربایجان      | ۱۱۵                       |
| ۹۰   | قبرس                  | ۱۰۳                       |
| ۹۱   | بولیوی                | ۱۰۲                       |
| ۹۲   | بوسنی و هرزگوین       | ۸۷                        |
| ۹۳   | استونی                | ۸۰                        |
| ۹۴   | نپال                  | ۷۸                        |
| ۹۵   | آلبانی                | ۷۸                        |
| ۹۶   | ترکمنستان             | ۷۶                        |
| ۹۷   | زیمبابوه              | ۷۱                        |
| ۹۸   | کامبوج                | ۶۵                        |
| ۹۹   | موریس                 | ۶۳                        |
| ۱۰۰  | جمهوری دموکراتیک کنگو | ۵۹                        |

## تفاوت بر اساس کشور
در جدول زیر ۳۰ کشور با بزرگترین درآمد خالص ملی از سال ۲۰۰۰ تا ۲۰۱۸ به ترتیب رتبه‌بندی شده‌اندکردیت سوئیس S.A. (اکتبر ۲۰۱۸).
| رتبه | کشور                | ۲۰۰۰    | کشور                | ۲۰۰۵    | کشور                | ۲۰۱۰    | کشور                | ۲۰۱۵    | کشور                | ۲۰۱۸    | کشور                | بالاترین ارزش | بالاترین سال |
| ---- | ------------------- | ------- | ------------------- | ------- | ------------------- | ------- | ------------------- | ------- | ------------------- | ------- | ------------------- | ------------- | ------------ |
| —    | جهان                | ۱۱۶٬۸۲۴ | جهان                | ۱۷۸٬۹۵۵ | جهان                | ۲۳۴٬۶۴۲ | جهان                | ۲۷۵٬۵۳۱ | جهان                | ۳۱۷٬۰۸۴ | جهان                | ۳۱۷٬۰۸۴       | ۲۰۱۸         |
| ۱    | ایالات متحده آمریکا | ۴۲٬۳۲۰  | ایالات متحده آمریکا | ۵۹٬۹۲۱  | ایالات متحده آمریکا | ۶۰٬۲۳۰  | ایالات متحده آمریکا | ۸۳٬۵۸۶  | ایالات متحده آمریکا | ۹۸٬۱۵۴  | ایالات متحده آمریکا | ۹۸٬۱۵۴        | ۲۰۱۸         |
| ۲    | ژاپن                | ۱۹٬۴۰۴  | ژاپن                | ۱۹٬۴۷۶  | ژاپن                | ۲۱٬۰۰۰  | چین                 | ۲۲٬۸۱۷  | چین                 | ۵۱٬۸۷۴  | چین                 | ۵۱٬۸۷۴        | ۲۰۱۸         |
| ۳    | بریتانیا            | ۶٬۵۶۵   | بریتانیا            | ۱۰٬۹۴۹  | چین                 | ۱۶٬۵۰۰  | ژاپن                | ۲۱٬۵۵۵  | ژاپن                | ۲۳٬۸۸۴  | ژاپن                | ۲۹٬۷۱۸        | ۲۰۱۱         |
| ۴    | آلمان               | ۶٬۱۶۰   | فرانسه              | ۹٬۶۷۹   | فرانسه              | ۱۳٬۴۷۹  | بریتانیا            | ۱۳٬۸۷۱  | آلمان               | ۱۴٬۴۹۹  | بریتانیا            | ۱۴٬۵۲۴        | ۲۰۰۷         |
| ۵    | ایتالیا             | ۵٬۵۲۲   | ایتالیا             | ۹٬۴۵۷   | آلمان               | ۱۱٬۸۹۲  | آلمان               | ۱۱٬۹۹۰  | بریتانیا            | ۱۴٬۲۰۹  | آلمان               | ۱۴٬۴۹۹        | ۲۰۱۸         |
| ۶    | فرانسه              | ۴٬۷۰۴   | آلمان               | ۹٬۰۷۳   | ایتالیا             | ۱۱٬۵۰۴  | فرانسه              | ۱۱٬۵۷۵  | فرانسه              | ۱۳٬۸۸۳  | فرانسه              | ۱۴٬۲۸۱        | ۲۰۰۷         |
| ۷    | چین                 | ۳٬۷۰۴   | چین                 | ۸٬۵۲۳   | بریتانیا            | ۱۰٬۹۶۵  | ایتالیا             | ۸٬۶۵۵   | ایتالیا             | ۱۰٬۵۶۹  | ایتالیا             | ۱۲٬۸۲۰        | ۲۰۰۷         |
| ۸    | کانادا              | ۲٬۶۱۲   | اسپانیا             | ۶٬۹۰۵   | اسپانیا             | ۸٬۶۷۰   | کانادا              | ۶٬۹۰۰   | کانادا              | ۸٬۳۱۹   | اسپانیا             | ۱۰٬۲۹۶        | ۲۰۰۷         |
| ۹    | اسپانیا             | ۲٬۴۹۷   | کانادا              | ۴٬۳۵۷   | کانادا              | ۶٬۷۱۷   | استرالیا            | ۶٬۴۱۸   | استرالیا            | ۷٬۵۷۷   | کانادا              | ۸٬۳۱۹         | ۲۰۱۸         |
| ۱۰   | تایوان              | ۱٬۸۶۸   | کره جنوبی           | ۳٬۵۱۲   | استرالیا            | ۶٬۰۹۷   | اسپانیا             | ۶٬۱۶۷   | اسپانیا             | ۷٬۱۵۲   | استرالیا            | ۷٬۶۵۶         | ۲۰۱۷         |
| ۱۱   | کره جنوبی           | ۱٬۷۱۵   | استرالیا            | ۳٬۴۸۰   | کره جنوبی           | ۴٬۸۴۴   | کره جنوبی           | ۶٬۱۲۵   | کره جنوبی           | ۷٬۱۰۷   | کره جنوبی           | ۷٬۱۰۷         | ۲۰۱۸         |
| ۱۲   | هلند                | ۱٬۵۹۱   | هلند                | ۲٬۵۲۴   | هند                 | ۴٬۲۴۱   | هند                 | ۵٬۰۰۴   | هند                 | ۵٬۹۷۲   | هند                 | ۵٬۹۷۲         | ۲۰۱۸         |
| ۱۳   | استرالیا            | ۱٬۵۰۰   | تایوان              | ۲٬۳۲۲   | هلند                | ۳٬۳۱۱   | سوئیس               | ۳٬۴۰۱   | تایوان              | ۴٬۰۶۵   | تایوان              | ۴٬۰۶۵         | ۲۰۱۸         |
| ۱۴   | سوئیس               | ۱٬۲۷۳   | هند                 | ۲٬۱۴۱   | برزیل               | ۳٬۱۹۸   | تایوان              | ۳٬۳۶۵   | سوئیس               | ۳٬۶۱۱   | سوئیس               | ۳٬۷۲۵         | ۲۰۱۷         |
| ۱۵   | بلژیک               | ۱٬۰۸۷   | بلژیک               | ۱٬۷۶۲   | تایوان              | ۳٬۰۲۴   | هلند                | ۲٬۷۸۳   | هلند                | ۳٬۳۵۷   | برزیل               | ۳٬۴۸۱         | ۲۰۱۱         |
| ۱۶   | هند                 | ۱٬۰۵۶   | سوئیس               | ۱٬۷۳۷   | سوئیس               | ۲٬۵۲۲   | بلژیک               | ۲٬۲۶۹   | بلژیک               | ۲٬۷۷۶   | هلند                | ۳٬۴۵۷         | ۲۰۰۹         |
| ۱۷   | مکزیک               | ۹۸۷     | مکزیک               | ۱٬۴۴۵   | بلژیک               | ۲٬۲۸۱   | برزیل               | ۲٬۱۵۱   | برزیل               | ۲٬۴۶۴   | روسیه               | ۲٬۸۳۳         | ۲۰۱۳         |
| ۱۸   | برزیل               | ۸۳۹     | برزیل               | ۱٬۲۲۴   | روسیه               | ۲٬۱۹۳   | مکزیک               | ۱٬۸۷۶   | روسیه               | ۲٬۲۴۰   | بلژیک               | ۲٬۷۷۶         | ۲۰۱۸         |
| ۱۹   | یونان               | ۶۱۸     | روسیه               | ۱٬۲۲۱   | مکزیک               | ۱٬۵۸۵   | سوئد                | ۱٬۷۸۶   | سوئد                | ۱٬۹۲۰   | سوئد                | ۲٬۰۲۰         | ۲۰۱۷         |
| ۲۰   | هنگ کنگ             | ۵۹۹     | ترکیه               | ۱٬۰۷۸   | سوئد                | ۱٬۵۱۱   | روسیه               | ۱٬۴۵۳   | مکزیک               | ۱٬۷۲۹   | مکزیک               | ۱٬۹۸۸         | ۲۰۰۹         |
| ۲۱   | اتریش               | ۵۸۷     | یونان               | ۱٬۰۲۰   | ترکیه               | ۱٬۴۸۶   | اندونزی             | ۱٬۳۹۲   | اتریش               | ۱٬۶۳۷   | ترکیه               | ۱٬۶۷۵         | ۲۰۰۷         |
| ۲۲   | آرژانتین            | ۵۸۵     | اتریش               | ۱٬۰۰۷   | اندونزی             | ۱٬۴۵۹   | هنگ کنگ             | ۱٬۳۴۲   | هنگ کنگ             | ۱٬۵۲۳   | اتریش               | ۱٬۶۳۷         | ۲۰۱۸         |
| ۲۳   | سوئد                | ۵۲۲     | سوئد                | ۹۶۶     | اتریش               | ۱٬۲۸۴   | اتریش               | ۱٬۲۷۶   | اندونزی             | ۱٬۵۱۸   | اندونزی             | ۱٬۵۸۶         | ۲۰۱۲         |
| ۲۴   | ترکیه               | ۴۸۴     | دانمارک             | ۷۹۹     | یونان               | ۱٬۲۴۸   | ترکیه               | ۱٬۱۵۱   | سنگاپور             | ۱٬۲۸۹   | یونان               | ۱٬۵۸۴         | ۲۰۰۷         |
| ۲۵   | دانمارک             | ۴۵۱     | نروژ                | ۷۶۱     | نروژ                | ۱٬۰۶۷   | سنگاپور             | ۱٬۰۷۰   | دانمارک             | ۱٬۲۷۶   | هنگ کنگ             | ۱٬۵۲۳         | ۲۰۱۸         |
| ۲۶   | نروژ                | ۳۸۲     | اندونزی             | ۷۱۵     | دانمارک             | ۱٬۰۲۲   | دانمارک             | ۱٬۰۴۸   | نروژ                | ۱٬۱۸۱   | سنگاپور             | ۱٬۲۸۹         | ۲۰۱۸         |
| ۲۷   | اسرائیل             | ۳۵۵     | هنگ کنگ             | ۶۸۴     | لهستان              | ۹۲۱     | نروژ                | ۹۳۵     | ترکیه               | ۱٬۰۱۰   | دانمارک             | ۱٬۲۷۶         | ۲۰۱۸         |
| ۲۸   | پرتغال              | ۳۲۹     | آفریقای جنوبی       | ۵۸۹     | هنگ کنگ             | ۸۹۵     | نیوزیلند            | ۸۷۳     | نیوزیلند            | ۱٬۰۱۰   | نروژ                | ۱٬۲۲۷         | ۲۰۱۳         |
| ۲۹   | سنگاپور             | ۳۲۴     | پرتغال              | ۵۸۴     | سنگاپور             | ۸۷۱     | عربستان سعودی       | ۸۵۷     | عربستان سعودی       | ۹۷۷     | لهستان              | ۱٬۰۵۴         | ۲۰۱۳         |
| ۳۰   | روسیه               | ۳۱۶     | نیوزیلند            | ۵۱۲     | آفریقای جنوبی       | ۸۱۲     | لهستان              | ۸۴۷     | یونان               | ۹۷۵     | نیوزیلند            | ۱٬۰۳۷         | ۲۰۱۷         |

دول زیر نشان دهنده سهم ثروت جهانی ده‌ها کشور بزرگ براساس ثروت خالص ملی در سال‌های مشخص است. سهم ثروت جهانی یک کشور که ۵٪ سال یا بیشتر در یک سال معین است، تقویت شده‌است.
| Year | استرالیا | کانادا | چین   | فرانسه | آلمان | ایتالیا | ژاپن  | کره جنوبی | اسپانیا | تایوان | بریتانیا | ایالات متحده آمریکا | Aggregate share of the top 10 |
| ---- | -------- | ------ | ----- | ------ | ----- | ------- | ----- | --------- | ------- | ------ | -------- | ------------------- | ----------------------------- |
| ۲۰۰۰ | —        | ۲٫۱٪   | ۳٫۶٪  | ۳٫۹٪   | ۵٫۰٪  | ۴٫۷٪    | ۱۶٫۵٪ | -         | ۱٫۷٪    | ۱٫۶٪   | ۶٫۱٪     | ۳۶٫۲٪               | ۸۱٫۸٪                         |
| ۲۰۰۱ | —        | ۲٫۱٪   | ۴٪    | ۴٫۰٪   | ۵٫۰٪  | ۴٫۷٪    | ۱۴٫۲٪ | ۱٫۷٪      | ۱٫۸٪    | —      | ۶٫۰٪     | ۳۷٫۵٪               | ۸۱٫۴٪                         |
| ۲۰۰۲ | —        | ۲٫۰٪   | ۴٫۳٪  | ۴٫۸٪   | ۵٫۶٪  | ۵٫۵٪    | ۱۴٫۱٪ | ۱٫۷٪      | ۲٫۰٪    | —      | ۶٫۵٪     | ۳۳٫۸٪               | ۸۱٫۱٪                         |
| ۲۰۰۳ | ۱٫۷٪     | ۲٫۲٪   | ۴٫۴٪  | ۵٫۳٪   | ۵٫۹٪  | ۵٫۸٪    | ۱۳٫۳٪ | —         | ۲٫۳٪    | —      | ۶٫۶٪     | ۳۲٫۱٪               | ۸۰٫۴٪                         |
| ۲۰۰۴ | —        | ۲٫۲٪   | ۴٫۶٪  | ۵٫۹٪   | ۵٫۹٪  | ۵٫۹٪    | ۱۲٫۰٪ | ۱٫۸٪      | ۲٫۴٪    | —      | ۶٫۹٪     | ۳۲٫۰٪               | ۸۰٫۰٪                         |
| ۲۰۰۵ | —        | ۲٫۵٪   | ۴٫۳٪  | ۵٫۵٪   | ۵٫۲٪  | ۵٫۳٪    | ۱۰٫۵٪ | ۲٫۰٪      | ۲٫۳٪    | —      | ۶٫۴٪     | ۳۴٫۷٪               | ۷۹٫۴٪                         |
| ۲۰۰۶ | ۲٫۱٪     | ۲٫۴٪   | ۴٫۵٪  | ۵٫۹٪   | ۵٫۱٪  | ۵٫۶٪    | ۹٫۷٪  | —         | ۴٫۳٪    | —      | ۶٫۵٪     | ۳۱٫۵٪               | ۷۸٫۲٪                         |
| ۲۰۰۷ | ۲٫۳٪     | ۲٫۷٪   | ۴٫۷٪  | ۶٫۳٪   | ۵٫۴٪  | ۵٫۶٪    | ۸٫۸٪  | —         | ۴٫۵٪    | —      | ۶٫۴٪     | ۲۸٫۰٪               | ۷۶٫۱٪                         |
| ۲۰۰۸ | ۱٫۸٪     | ۲٫۳٪   | ۵٪    | ۶٫۲٪   | ۵٫۶٪  | ۵٫۸٪    | ۱۱٫۷٪ | —         | ۴٫۶٪    | —      | ۴٫۶٪     | ۲۶٫۱٪               | ۷۷٫۳٪                         |
| ۲۰۰۹ | ۲٫۵٪     | ۲٫۷٪   | ۵٫۵٪  | ۶٫۰٪   | ۵٫۶٪  | ۵٫۷٪    | ۱۰٫۷٪ | —         | ۴٫۳٪    | —      | ۵٫۰٪     | ۲۵٫۳٪               | ۷۶٫۸٪                         |
| ۲۰۱۰ | ۲٫۶٪     | ۲٫۹٪   | ۶٪    | ۵٫۷٪   | ۵٫۱٪  | ۴٫۹٪    | ۱۰٫۶٪ | —         | ۳٫۷٪    | —      | ۴٫۷٪     | ۲۵٫۷٪               | ۷۶٫۴٪                         |
| ۲۰۱۱ | ۲٫۶٪     | ۲٫۸٪   | ۶٫۵٪  | ۵٫۴٪   | ۴٫۸٪  | ۴٫۵٪    | ۱۱٫۹٪ | —         | ۳٫۵٪    | —      | ۴٫۷٪     | ۲۴٫۶٪               | ۷۷٫۲٪                         |
| ۲۰۱۲ | ۲٫۷٪     | ۳٫۰٪   | ۷٪    | ۵٫۱٪   | ۴٫۸٪  | ۴٫۴٪    | ۱۰٫۴٪ | —         | ۳٫۱٪    | —      | ۴٫۶٪     | ۲۵٫۴٪               | ۷۶٫۷٪                         |
| ۲۰۱۳ | ۲٫۴٪     | ۲٫۸٪   | ۷٫۵٪  | ۵٫۰٪   | ۴٫۹٪  | ۴٫۳٪    | ۸٫۳٪  | —         | ۲٫۸٪    | —      | ۴٫۸٪     | ۲۷٫۳٪               | ۷۷٫۳٪                         |
| ۲۰۱۴ | ۲٫۴٪     | ۲٫۸٪   | ۸٪    | ۴٫۴٪   | ۴٫۶٪  | ۳٫۴٪    | ۷٫۶٪  | —         | ۲٫۳٪    | —      | ۵٫۰٪     | ۲۹٫۱٪               | ۷۷٫۵٪                         |
| ۲۰۱۵ | ۲٫۳٪     | ۲٫۵٪   | ۹٪    | ۴٫۲٪   | ۴٫۴٪  | ۳٫۱٪    | ۷٫۸٪  | —         | ۲٫۲٪    | —      | ۵٫۰٪     | ۳۰٫۳٪               | ۷۸٫۷٪                         |
| ۲۰۱۶ | ۲٫۴٪     | ۲٫۷٪   | ۸٪    | ۴٫۱٪   | ۴٫۳٪  | ۳٫۲٪    | ۸٫۰٪  | —         | ۲٫۲٪    | —      | ۴٫۴٪     | ۳۱٫۱٪               | ۷۸٫۷٪                         |
| ۲۰۱۷ | ۲٫۵٪     | ۲٫۷٪   | ۱۰٪   | ۴٫۳٪   | ۴٫۵٪  | ۳٫۳٪    | ۷٫۷٪  | —         | ۲٫۳٪    | —      | ۴٫۴٪     | ۳۰٫۳٪               | ۷۸٫۴٪                         |
| ۲۰۱۸ | ۲٫۳٪     | ۲٫۶٪   | ۱۶٫۳٪ | ۴٫۳٪   | ۴٫۵٪  | ۳٫۳٪    | ۷٫۵٪  | ۲٫۲٪      | ۲٫۲٪    | ۱٫۲٪   | ۴٫۴٪     | ۳۰٫۹٪               | ۷۹٫۰٪                         |

## فهرست قاره‌ها، آسیا و اقیانوس آرام، چین و هند با مجموع ثروت

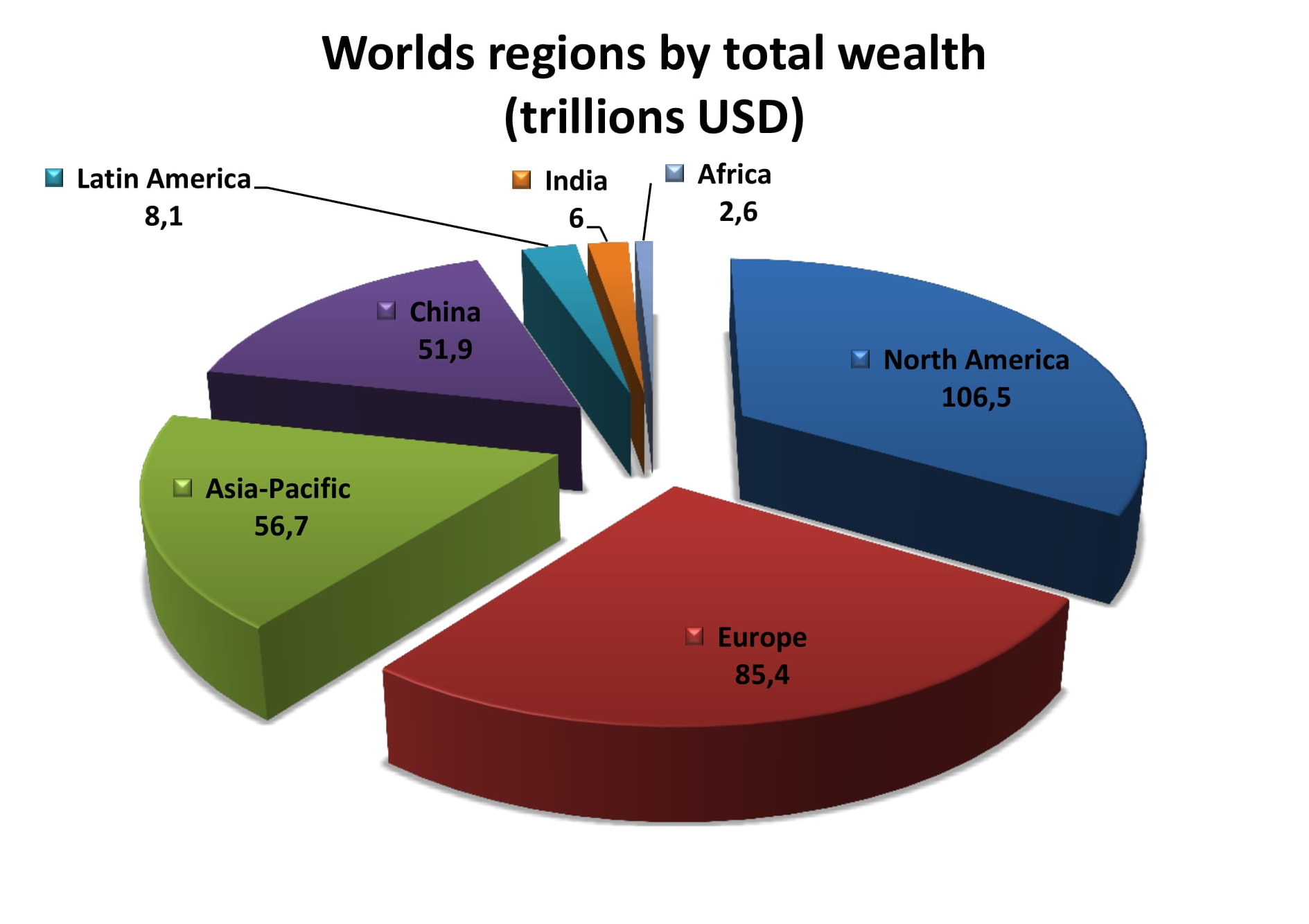
مناطق جهان براساس ثروت کل (به تریلیون دلار) 2018

| Rank | Continent/region/country | Total wealth (trillions دلار آمریکا) | Share |
| ---- | ------------------------ | ------------------------------------ | ----- |
|      | جهان                     | ۳۱۷٫۱                                | ۱۰۰٪  |
| ۱    | آسیا-اقیانوسیه           | ۱۱۴،۶                                | ٪۳۶،۲ |
| ۲    | شمال آمریکا              | ۱۰۶٫۵                                | ۳۳٫۶٪ |
| ۳    | اروپا                    | ۸۵٫۴                                 | ۲۶٫۹٪ |
| ۴    | چین                      | ۵۱٫۹                                 | ۱۶٫۴٪ |
| ۵    | آمریکای لاتین            | ۸٫۱                                  | ۲٫۵٪  |
| ۶    | هند                      | ۶٫۰                                  | ۱٫۹٪  |
| ۷    | آفریقا                   | ۲٫۶                                  | ۰٫۸٪  |